# نادي يونيفرسيداد كاتوليكا

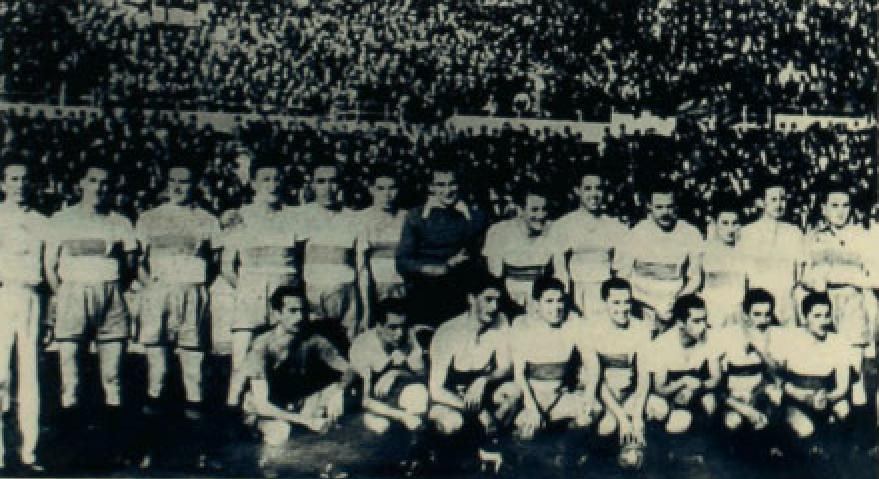
الفريق في عام 1939

نادي الجامعة الكاثوليكية الرياضي (بالإسبانية: Club Deportivo Universidad Católica) هو نادي كرة قدم تشيلي مقره في العاصمة سانتياغو. يلعب الفريق في دوري الدرجة الممتازة. تم تأسيس النادي يوم 21 أبريل، 1937. يعتبر النادي من بين الأشهر والأكثر نجاحاً في تشيلي بعد فوزه بالدوري المحلي 10 مرات. يلعب الفريق مبارياته المنزلية على ملعب سان كارلوس دي أبوكويندو الذي يتسع لجلوس 20,249.

## وصلات خارجية
- (بالإسبانية) الموقع الرسمي